# Cyclone Bingiza
Le cyclone Bingiza est un cyclone tropical en activité dans le Sud-Ouest de l'océan Indien en février 2011. Il dévasta la côte nord-est de Madagascar,.

## Évolution météorologique
Le cyclone Bingiza fut la seule tempête nommée à toucher terre durant la saison cyclonique 2010-11 de l'océan Indien sud-ouest. Deuxième de trois tempêtes, Bingiza se développa le 9 février au nord-est de Madagascar. Pendant quelques jours, il serpenta en direction du sud-ouest sans arriver à s'intensifier de manière significative. Le 12 février, la tempête se dirigea de manière constante vers l'ouest tandis que les conditions environnementales devenaient plus favorables. En 24 heures, Bingiza passa d'une tempête tropicale modérée en un cyclone tropical intense avec un œil bien défini. Après avoir atteint des pointes de vents soutenus de 165 kilomètres par heure, le cyclone gagna le nord-est de Madagascar le 14 février puis s'affaiblit rapidement après avoir traversé le pays. Il atteignit le canal du Mozambique en une perturbation tropicale faible, et il se tourna vers le sud pour se déplacer à travers l'ouest de Madagascar. Bingiza atteignit le statut de tempête tropicale avant de toucher terre pour la dernière fois près de Morondava, se dissipant le 18 février.

## Impact
Lorsque Bingiza toucha Madagascar, il devint le premier cyclone à frapper le pays durant la saison des cyclones. Il traversa d'abord le parc national de Masoala, une région protégée peu peuplée et très boisée, détruisant la moitié d'un village et le laissant isolé.
À Vinanivao, situé le long de la péninsule de Masoala, le cyclone détruisit la moitié des bâtiments ainsi que les routes et les ponts, laissant la ville accessible uniquement par bateau. Le cyclone toucha cinq districts, principalement Mananara Nord. Là, un premier rapport indiqua que 80 % des maisons étaient détruites, dont un hôpital et quatre autres établissements de santé. Les vents violents causèrent des dégâts importants sur les récoltes, notamment sur le riz et les plantations de bananes, ce qui laissa des approvisionnements alimentaires minimaux dans certaines régions. La culture de la vanille fut également gravement touchée, le maire de Mananara n'étant pas certain que de la récolte puisse être sauvée. Bingiza frappa durant ce qu'un secouriste décrit comme le « pire moment de l'année pour un cyclone », parce que de nombreux agriculteurs furent incapables de replanter leurs cultures endommagées. Le cyclone endommagea 40 % des cultures vivrières et 10 % des cultures de rente dans Manambolosy, ainsi que 70 % des cultures vivrières dans Antanambaobe. À travers le pays, le cyclone détruisit 405,23 km2 de champs de riz, ainsi que 101,67 km2 d'autres cultures. Le cyclone endommagea également les infrastructures routières à Mananara, ce qui rendit difficile le transport du poisson de cette région vers d'autres régions du pays. Ces dégâts sur les cultures et les routes aboutirent à une augmentation des prix des denrées alimentaires et réduisirent les moyens de subsistance économiques des personnes touchées.
À travers son parcours, Bingiza détruisit 25 464 maisons et endommagea 36 écoles. Dans l'ensemble, les dégâts furent moins élevés que prévu, étant donné la force du cyclone. La plupart des dommages survinrent en raison de la mauvaise qualité des infrastructures et des systèmes de drainage à Madagascar, et de niveaux élevés de pauvreté. Un total de 34 décès fut rapporté, ainsi que 13 blessés. Après avoir quitté Madagascar, Bingiza entraîna cinq jours de précipitations sur une région déjà gravement touchée par les inondations. Dans le district de Vangaindrano dans le Sud-Est de Madagascar, le cyclone causa d'importantes inondations qui isolèrent cinq villages, et recouvrirent des champs de riz et d'autres cultures. Environ 310 personnes dans la partie sud du pays furent laissées sans abri.
Immédiatement après avoir quitté Madagascar, des vents violents empêchèrent les équipes de secours d'évaluer des dégâts dans les zones touchées. Au 18 février, CARE International avait déjà envoyé des équipes de secours pour les régions les plus touchées. Les équipes distribuèrent des bâches en plastique et de la nourriture pour 10 000 personnes. Des vents violents interrompirent des opérations de lutte antiacridienne, tandis que de fortes précipitations fournirent des conditions favorables à leur reproduction. Dans la zone où le cyclone toucha initialement terre, la plupart des gens purent reconstruire leurs maisons en utilisant des arbres et des produits de la campagne environnante. Dans l'ensemble, environ 25 845 personnes devinrent sans-abri à cause du cyclone, même si la plupart purent retourner dans leurs foyers quelques jours après qu'ils eurent été réparés. Dans le mois qui suivit le passage de la tempête, la Commission européenne alloua 200 000 € à CARE France pour les victimes de la tempête.
Le Cyclone Bingiza est suivi par Cyclone Funso en janvier 2012.